# Sanatorium de Krafft-Ebing
Le sanatorium (Clinique privée à Mariagrün), situé sur la colline de Rosenberg près de Graz en Autriche, a été fondé en 1885. La clinique avait une réputation exemplaire à cette période et était connue bien au-delà des frontières du pays grâce à Richard von Krafft-Ebing. Ce sanatorium prend une place importante pour l’histoire médicale dans la biographie de son fondateur.
Des personnages, surtout de l’aristocratie,comme la duchesse d'Alençon, belle-sœur de l'empereur y sont venus, soit pour être guéris, soit pour rendre visite aux patients ou pour les accompagner.
Selon un “prospectus du sanatorium Maria Grün près de Graz” daté 1899, le sanatorium servait à :
“offrir aux névropathes des classes sociales supérieures tout ce qui est nécessaire pour les soigner et les guérir selon les standards actuels de la science médicale. Des personnes aliénées étant exclues expressément, l’objectif du sanatorium est de réaliser tout ce que son fondateur le Professeur von_Krafft-Ebing a dénommé dans son livre “Sur des nerfs sains et malades” (4. édition chez Laupp à Tübingen) indispensable pour traiter avec succès des névropathes. Les maladies diverses comme la neurasthénie (hypochondrie), hystérie, les conditions nerveuses d’épuisement et excitation après des graves maladies, couches, etc. ainsi que les affections des nerfs périphériques (neuralgies, irritations de la moelle épinière, etc.) sont particulièrement appropriées à être accueillies. Des cures de désintoxication en cas d'addiction à la morphine, cocaïne et d’autres intoxications chroniques sont également offertes.”
Après la mort de Richard von Krafft-Ebing et un agrandissement en 1903, le sanatorium est resté en fonction comme maison de santé et de cure jusqu'à la fin des années 1920.